# Консоме
Консоме́ (фр. Consommé) — освітлений бульйон. В класичній кухні відомі консоме з курячого і яловичого бульйону.
Уже в сучасній кухні консоме перетворився в міцний і сильно посолений бульйон з пиріжком. Класичним консоме вважається бульйон, приготований з курячого і яловичого фаршу, однак зараз в меню ресторанів можна зустріти консоме не тільки з м'яса, але і з спаржі, буряка, апельсинів та інших овочів і фруктів.
Освітлення бульйону досягається таким чином: м'ясний або курячий фарш змішують з двома-трьома яєчними білками, які збивають і опускають в киплячий бульйон. Як тільки ця маса спливе, її видаляють, а бульйон проціджують.